# Valor presente líquido
O valor presente líquido (VPL), também conhecido como valor atual líquido (VAL) ou método do valor atual, é a fórmula econômico-financeira capaz de determinar o valor presente de pagamentos futuros descontados a uma taxa de juros apropriada, menos o custo do investimento inicial. Dessa forma, O valor presente líquido (VPL) de um projeto de investimento pode ser definido como a soma algébrica dos valores descontados do fluxo de caixa a ele associado. Em outras palavras, é a diferença do valor presente das receitas menos o valor presente dos custos, é uma das possíveis técnicas para realizar o orçamento de capital para uma empresa, ou seja, o VPL corresponde a um método sofisticado de análise de investimentos.
O projeto que apresenta o VPL maior que zero (positivo) é economicamente viável, sendo considerado o melhor aquele que apresentar maior VPL. Para uso desse método, é necessária a definição de uma taxa de desconto (i). Basicamente, é o calculo de quanto os futuros pagamentos somados a um custo inicial estariam valendo atualmente. Temos que considerar o conceito de valor do dinheiro no tempo, pois, exemplificando, R$ 1 milhão hoje não valeriam R$ 1 milhão daqui a um ano, devido ao custo de oportunidade se colocar, por exemplo, tal montante de dinheiro na poupança para render juros. É um método padrão em:  
- contabilidade gerencial: para a conversão de balanços para a chamada demonstrações em moeda constante, quando então se tenta expurgar dos valores os efeitos da inflação e das oscilações do câmbio. Também é um dos métodos para o cálculo do goodwill, quando então se usa o demonstrativo conhecido como fluxo de caixa descontado (ver Valor presente ajustado); contadores gerenciais usam valor temporal do dinheiro como ferramenta para estimar o valor atual de uma série de fluxos de caixa futuros. Ao longo do tempo, o valor do dinheiro muda, quanto mais tarde o fluxo de caixa, menos vale a pena.

- finanças: para a análise do orçamento de capitais - planejamento de investimentos a longo prazo. Usando o método VPL um projeto de investimento potencial deve ser empreendido se o valor presente de todas as entradas de caixa menos o valor presente de todas as saídas de caixa (que iguala o valor presente líquido) for maior que zero. Se o VPL for igual a zero, o investimento é indiferente, pois o valor presente das entradas é igual ao valor presente das saídas de caixa; se o VPL for menor do que zero, significa que o investimento não é economicamente atrativo, já que o valor presente das entradas de caixa é menor do que o valor presente das saídas de caixa.

O valor presente líquido é um método simples, muito útil para os decisores, mas como todos os métodos simples tem diversas desvantagens. A maioria dessas desvantagens são ultrapassadas por métodos mais avançados, como a avaliação de opções reais.

Desvantagens
- É normalmente problemática a determinação segura da taxa de atualização mais apropriada, sendo este um inconveniente tanto mais importante uma vez que o VAL é muito sensível à taxa utilizada;
- O pressuposto da constância no tempo da taxa de atualização pode não ser realista, pois o custo do capital varia no tempo, assim como as taxas para as aplicações alternativas variam no tempo com as condições dos mercados financeiros;
- O pressuposto de que os fluxos intermédios serão reinvestidos ou financiados à mesma taxa pode não ser realista pois depende das condições futuras do mercado de capitais, assim como das alternativas de investimento que poderão surgir no futuro;
- O VAL assume implicitamente que é necessário decidir em permanecer ou desistir do investimento, no entanto, esse pressuposto não é realista, pois a decisão pode ser adiada a fim de se obter informações adicionais. Para contrariar esta desvantagem deve ser utilizada a avaliação de opções reais;
- O método do VAL fornece valores absolutos, o que se traduz em consequências imediatas:
  - é impossível estabelecer um valor normativo diferente de zero para o VAL abaixo do qual os projetos não deverão ser aprovados. Para isso, é preciso estender o valor presente líquido com a avaliação de opções reais;
  - perante projetos alternativos com montantes iniciais diferentes, este método não fornece diretamente uma classificação racional podendo mesmo induzir em erro.
- O método não é conclusivo quando é aplicado a projetos alternativos com vidas econômicas substancialmente diferentes.

Por outro lado, as vantagens do Valor Presente Liquido são:

Vantagens
- Facilidade de cálculo, mas apenas uma vez conhecida uma taxa de atualização apropriada;
- Conceptualmente mais perfeito e complexo que o período de retorno uma vez que considera a totalidade dos fluxos assim como o custo de oportunidade do capital utilizado;
- Método simples de aplicar, uma vez parametrizado.

Para cálculo do valor presente das entradas e saídas de caixa é utilizada a TMA (Taxa Mínima de Atratividade) como taxa de desconto. Se a TMA for igual à taxa de retorno esperada pelo acionista, e o VPL > 0, significa que a decisão favorável à sua realização. Sendo o VAL superior a 0, o projeto cobrirá tanto o investimento inicial, bem como a remuneração mínima exigida pelo investidor, gerando ainda um excedente financeiro. É, portanto, gerador de mais recursos do que a melhor alternativa ao investimento, para um nível risco equivalente, uma vez que a taxa de atualização reflete o custo de oportunidade de capital. Estamos perante um projeto economicamente viável. Desta maneira, o objetivo da corporação é maximizar a riqueza dos acionistas, os gerentes devem empreender todos os projetos que tenham um VPL > 0, ou no caso se dois projetos forem mutualmente exclusivos, deve escolher-se o com o VPL positivo mais elevado.
Se o VAL = 0 – Ponto de indiferença. No entanto, dada a incerteza associada à estimativa dos cash flows que suportaram a análise, pode-se considerar elevada a probabilidade de o projeto se revelar inviável.
Se o VAL < 0 – Decisão contrária a sua realização. Estamos perante um projeto economicamente inviável.
Na análise de dois ou mais projetos de investimento:
Será preferível aquele que apresentar o VAL de valor mais elevado. No entanto, há que ter em consideração que montantes de investimento diferentes, bem como distintos horizontes temporais, obrigam a uma análise mais cuidada.

## Exemplo
A corporação X deve decidir se irá introduzir novo produto no mercado consumidor, ao qual haverá custos de elaboração, divulgação, operacionais, e fluxos de caixa entrantes durante 6 anos. Este projeto terá uma saída de caixa imediata de $125.000,00, sendo este o tempo 0 (zero) {\displaystyle _{t}=0}, que pode incluir as máquinas, equipamentos, custos de treinamento de empregados,etc.
Outras saídas de caixa são esperadas do 1º ao 6º ano no valor de $25.000 em cada ano.
As entradas de caixa esperam-se que sejam de $60.000 ao ano.
Todos os fluxos de caixa são após pagamento de impostos, e não há fluxo de caixa esperado após o sexto ano.
A TMA é de 12% ao ano.
Abaixo é apresentado o cálculo do Valor Presente Líquido para cada ano.
| Ano({\displaystyle t}) | Fluxo de Caixa({\displaystyle FC}) Saída(-)/(+)Entrada de Capital($) | Valor Presente($)                |
| ---------------------- | -------------------------------------------------------------------- | -------------------------------- |
| {\displaystyle 0}      | {\displaystyle -\$125.000/1,12^{0}}                                  | {\displaystyle -\$125.000}       |
| {\displaystyle 1}      | {\displaystyle (+\$60.000-\$25.000)/1,12^{1}}                        | {\displaystyle +\$31.250}        |
| {\displaystyle 2}      | {\displaystyle (+\$60.000-\$25.000)/1,12^{2}}                        | {\displaystyle +\$27.902}        |
| {\displaystyle 3}      | {\displaystyle (+\$60.000-\$25.000)/1,12^{3}}                        | {\displaystyle +\$24.912}        |
| {\displaystyle 4}      | {\displaystyle (+\$60.000-\$25.000)/1,12^{4}}                        | {\displaystyle +\$22.243}        |
| {\displaystyle 5}      | {\displaystyle (+\$60.000-\$25.000)/1,12^{5}}                        | {\displaystyle +\$19.860}        |
| {\displaystyle 6}      | {\displaystyle (+\$60.000-\$25.000)/1,12^{6}}                        | {\displaystyle +\$17.732}        |
|                        |                                                                      | {\displaystyle \sum \$18.899,00} |

A soma de todos estes valores será o VPL (Valor Presente Líquido), o qual é igual a $18.899,00. Como o VPL é maior que zero, a corporação deveria investir nesse projeto. Logicamente que numa situação real, seria necessário considerar outros valores, tais como cálculo de impostos, fluxos de caixa não uniformes, valores recuperáveis no final do projeto, entre outros.
Utilizando uma calculadora financeira e considerando-se uma TMA de 10% ao ano, encontramos para o projeto de investimento P um Valor Presente Líquido de $27.434,12. Se considerarmos uma TMA de 17.19% ao ano, o Valor Presente Líquido do Projeto será zero. Para uma TMA de 0%, o lucro econômico periódico se confunde com o lucro contábil periódico e o valor presente líquido é igual ao somatório dos lucros contábeis periódicos.

## Fórmula
O valor presente líquido para fluxos de caixa uniformes, pode ser calculado por meio da seguinte fórmula:
{\displaystyle {\mbox{VPL}}=\sum _{t=1}^{n}{\frac {FC_{t}}{(1+i)^{t}}}}
Onde:
- {\displaystyle FC} é o fluxo de caixa no período {\displaystyle _{t}};
- {\displaystyle _{t}} é o enésimo período no tempo em que o dinheiro será investido no projeto (começa no período 1, quando há efetivamente o primeiro fluxo de dinheiro);
- {\displaystyle n} é o número de períodos {\displaystyle _{t}};
- {\displaystyle i} é o custo do capital.

Se a saída do caixa é apenas o investimento inicial, a fórmula pode ser escrita desta maneira:
Em que {\displaystyle FC_{j}} representa os valores dos fluxos de caixa de ordem {\displaystyle _{j}}, sendo {\displaystyle j=1,2,3,...,n}; {\displaystyle FC_{0}} representa o fluxo de caixa inicial e {\displaystyle i} a taxa de juro da operação financeira ou a taxa interna de retorno do projeto de investimentos.
{\displaystyle {\mbox{VPL}}=\sum _{j=1}^{n}{\frac {Rj-Cj}{(1+i)^{t}}}-I=0}
Para fluxos de caixa uniformes ou não, podemos utilizar a fórmula abaixo:
{\displaystyle {\mbox{VPL}}={FC_{1}}+{\frac {FC_{2}}{(1+i)^{j+1}}}+{\frac {FC_{3}}{(1+i)^{j+2}}}+...{\frac {FC_{6}}{(1+i)^{j+5}}}}
Entre vários projetos de investimento, o mais atrativo é aquele que tem maior Valor Presente Líquido.
Influência da taxa de atratividade no Valor Atual Líquido (VAL)
No método do valor atual liquido, a taxa de atratividade é o percentual de desconto dos fluxos de caixa. Sendo o valor presente das entradas menos o das saídas de caixa positivo, há indicação técnica de aceitação do investimento. Em caso contrário, deve ser rejeitado. Ao se trabalhar com métodos de fluxo de caixa descontado, a taxa de atratividade constitui-se no parâmetro de avaliação dos projetos, a meta econômica mínima a ser alcançada. 
Quanto maior for a taxa de atualização utilizada na avaliação, menor será o VAL dos projetos, dado que passa a exigir uma rendibilidade do projeto de investimento superior.
Efeito fiscal das amortizações no Valor Atual Líquido (VAL)
Relativamente às amortizações e variação das provisões, trata-se de custos não desembolsáveis, pelo que devem ser acrescidas aos resultados do projeto de modo a determinar os cash flows do projeto. No entanto, não podemos descurar que, por influírem na determinação dos resultados, e consequentemente na determinação da matéria colectável, proporcionam uma economia fiscal.
O seu impacto no VAL dos projetos é função do método de amortização utilizado. São 3 os métodos correntes de amortização de imobilizado:
1. Método das amortizações regressivas;
2. Método das amortizações constantes;
3. Método das amortizações progressivas.

Pelo que:
VAL (Amor. Regressivas) > VAL (Amort. Constantes) > VAL (Amort. Progressivas)
O indicador VAL é, do ponto de vista teórico, em condições estritamente deterministas, o mais consistente dos indicadores disponíveis. Contudo, também apresenta algumas limitações sendo, sobretudo, de difícil interpretação.
O VAL não apresenta insensibilidade à escala do projeto, como acontece com o IR, TIR e PB.
Duração do projeto
O VAL é insensível à duração do projeto.

 Como calcular o VPL no Excel?
   Para calcular o VPL no Excel é preciso utilizar a fórmula =VPL(), incluindo no primeiro parâmetro o valor percentual ou decimal da TMA e no segundo parâmetro o intervalo dos fluxos de caixa a partir do período 1; o fluxo de caixa do investimento inicial (período zero) será somado fora da fórmula.
|   | A    | B                | C |
| - | ---- | ---------------- | - |
| 1 | TMA= | 10%              |   |
| 2 | n    | FC               |   |
| 3 | 0    | -1800            |   |
| 4 | 1    | 1000             |   |
| 5 | 2    | 200              |   |
| 6 | 3    | 1500             |   |
| 7 | VPL= | VPL(B1;B4:B6)+B3 |   |
| 8 | TIR= | 21,33%           |   |

Por fim, para dominar o cálculo do VPL no Excel confira os detalhes:
   O investimento inicial do projeto (FC0) é lançado como um valor negativo, assim como qualquer outro período que também tenha apresentado um fluxo de caixa negativo;
   A fórmula do VPL no Excel ou em outro software de planilha eletrônica – como o Google Planilhas (sheets), Calc, Libre Office ou Br Office –, poderá aparecer em inglês: =NPV(), do termo "Net Present Value". Independente do idioma a ordem dos parâmetros da função do VPL no Excel será sempre a mesma.
Como calcular a VPL na calculadora financeira HP 12c
O VPL é facilmente calculado em uma calculadora financeira, como a HP 12c, uma das mais utilizadas.
A função que corresponde nesta calculadora aparece de cor laranja com a sigla NPV, que quer dizer o VPL em inglês (Net Present Value). Esta função se torna ativa quando pressionamos o botão " f ".
O cálculo é feito preenchendo cada valor do fluxo de caixa nas funções de cor azul ativadas com a tecla "g". Os passos são os seguintes:
   Digitar o valor de investimento inicial → CHS → g → CFo;
   Preencher com os valores do fluxo de caixa → g → CFj;
   Caso algum valor preenchido em "CFj" se repita, basta digitar a quantidade desta repetição → g → Nj ;
   Digitar a Taxa Mínima de Atratividade → i ;
   Descobrir a VPL pressionando: f → NPV.
Exemplo do VPL na HP 12c
Como exemplo para o cálculo, podemos calcular um VPL para um investimento inicial de R$ 40.000,00 com um retorno esperado de R$ 5.000,00 ao fim de cada ano e por um período de 12 anos e uma taxa de 4%.
Como se trata de um fluxo de caixa repetido podemos utilizar a função "Nj". Os passos para este cálculo são:
   40.000 → CHS → g → CFo ;
   5.000 → g → CFj ;
   12 → g → Nj ;
   4 → i ;
   Ao final, as teclas: f → NPV
O VPL resultante é o de R$ 6.925,37. Se quisermos também saber qual a TIR deste investimento basta pressionar "f" e a tecla "IRR" e o resultado é de 6,865% para este investimento.
Conclusão
    Entender o que é VPL e o que ele representa é de suma importância para qualquer investidor, pois se trata de um dos métodos de análise de viabilidade econômica mais utilizados. Você deve ter percebido que, muito mais importante do que realizar o cálculo, é saber interpretar os conceitos, analisando o resultado obtido. Para calcular, podemos usar ferramentas como o Microsoft Excel, por exemplo, que tornará essa tarefa simples e rápida. Como vimos, é necessário estar atento para não cair nas armadilhas que uma análise descuidada pode criar. Considerando isso, o uso do Valor Presente Líquido certamente te ajudará na escolha do melhor investimento, com foco em gerar o maior fluxo de caixa possível. Vale lembrar que o VPL também pode ser utilizado para medir a viabilidade do lançamento de um novo produto, como um novo computador, por exemplo. Todas essas características tornam o VPL uma excelente escolha na hora de decidir se um projeto deve ser aceito ou não